# Cladonia subcervicornis
Cladonia subcervicornis (Vain.) Kernst. (1900), è una specie di lichene appartenente al genere Cladonia,  dell'ordine Lecanorales.
Il nome proprio deriva dal latino subcervicornis, parola composta da sub, che significa in basso, verso il basso, in posizione inferiore; da cervis, cioè cervo e da cornu, cioè corno, ad indicare le ramificazioni che assumono crescendo, simili a corna di cervo.

## Caratteristiche fisiche
Il tallo primario ha delle squamule di lunghezza fino a 3 centimetri, grigie nella parte inferiore e con chiazze di colore nero alla base. I podezi sono generalmente di piccole dimensioni, quando sono presenti, e di forma irregolare somigliante ad un calice. Facile da confondere con altre specie di Cladonia. Il fotobionte è principalmente un'alga verde delle Trentepohlia.

## Habitat
Questa specie cresce prevalentemente su suoli ricchi di humus in spazi aperti o su rocce silicee. Predilige un pH del substrato con valori intermedi fra molto acido e subneutrale. Il bisogno di umidità è da igrofitico a mesofitico.

## Località di ritrovamento
La specie è cosmopolita, ed è stata rinvenuta nelle seguenti località: 
- USA (Washington, Alaska, Nuovo Messico);
- Canada (Alberta, Saskatchewan, Yukon, Manitoba);
- Spagna (Castiglia e León);
- Germania (Renania-Palatinato);
- Danimarca, Finlandia, Groenlandia, Irlanda, Islanda, Isole Azzorre, Isole Canarie, Jan Mayen, Madera, Norvegia, Paesi Bassi, Polonia, Portogallo, Svezia.

In Italia è presente, ed è abbastanza comune, sulle coste toscane e liguri; abbastanza rara nelle zone interne della Toscana, sulla costa tirrenica calabra e nella parte occidentale della Sardegna; estremamente rara nelle zone interne della Calabria, nella Sardegna centrale e orientale, in varie località del Piemonte e del Veneto settentrionale al confine con il Trentino-Alto Adige.

## Tassonomia
Questa specie è inserita attualmente nella sezione Cladonia, ed a tutto il 2008 sono state identificate le seguenti forme, sottospecie e varietà:
- Cladonia subcervicornis f. dimatodes Abbayes (1936).
- Cladonia subcervicornis f. phyllophora Abbayes (1935).
- Cladonia subcervicornis f. subcervicornis (Vain.) Kernst. (1900).